# Рая (печера)
Рая (рос. Рая) — печера в Башкортостані, Росія. Печера вертикального типу простягання. Загальна протяжність — 60 м. Глибина печери становить 44 м. Категорія складності проходження ходів печери — 1. Печера відноситься до Бельсько-Нугуського району Південної області Західноуральської спелеологічної провінції.